# کوه‌های فیفا
کوه‌های فیفا (به عربی: فیفاء) یک کوه در عربستان سعودی است که در استان جازان واقع شده‌است.